# Charles Luis Reiter
Charles Luis Reiter, mais conhecido como Charles (Blumenau, 26 de abril de 1988), é um ex-futebolista brasileiro que atuava como zagueiro. 

## Carreira

### Início
Charles iniciou sua carreira nos times amadores da região de Joinville. Em 2008 e 2009 atuou pelo Campo Grande do Rio de Janeiro e retornou ao futebol amador de Santa Catarina.

### Joinville
Em 2011 passou por um período de teste no Joinville e permaneceu no grupo que conquistou a Série C do Campeonato Brasileiro.

### Juventus de Jaraguá
Em 2013 acertou com o Juventus de Jaraguá.

### Fortaleza
Posteriormente no mesmo ano se transferiu para o Fortaleza.

### Paysandu
Em 2014 atuou pelo Paysandu na Copa Verde, Copa do Brasil e na Série C do Brasileirão.

### Ceará
Charles chegou ao Ceará em 2015 e fez parte do time que foi campeão invicto da Copa do Nordeste em 2015, marcando um gol na final. No ano seguinte, conquistou a Taça Asa Branca de 2016 ao bater o Flamengo nos pênaltis. Pelo Alvinegro, clube pelo qual jogou de 2015 a 2016, Charles atuou em 102 jogos, sendo 100 como titular, e marcou três gols.

### Nagoya Grampus
Foi vendido para o Nagoya Grampus, do Japão para atuar em 2017.

### Retorno ao Joinville
Em julho de 2017, Charles acertou seu retorno para o Joinville.

### Paraná
Para a temporada 2018, Charles se transferiu para o Paraná para disputar a Série A do Brasileirão. Sem ter sido muito aproveitado, Charles vestiu a camisa paranista em apenas 11 partidas, tendo oportunidade somente quando os titulares não podiam atuar.

### Retorno ao Ceará
Em 18 de dezembro de 2018, com seu contrato com o Paraná encerrado, Charles acertou seu retorno ao Ceará.

## Estatísticas
Até 16 de setembro de 2019.

### Clubes
| Clube               | Temporada         | Campeonato nacional | Campeonato nacional | Campeonato nacional | Copa nacional[a] | Copa nacional[a] | Copa nacional[a] | Competições continentais[b] | Competições continentais[b] | Competições continentais[b] | Outros torneios[c] | Outros torneios[c] | Outros torneios[c] | Total | Total | Total   |
| Clube               | Temporada         | Jogos               | Gols                | Assist.             | Jogos            | Gols             | Assist.          | Jogos                       | Gols                        | Assist.                     | Jogos              | Gols               | Assist.            | Jogos | Gols  | Assist. |
| ------------------- | ----------------- | ------------------- | ------------------- | ------------------- | ---------------- | ---------------- | ---------------- | --------------------------- | --------------------------- | --------------------------- | ------------------ | ------------------ | ------------------ | ----- | ----- | ------- |
| Joinville           | 2011              | 1                   | 0                   | 0                   | —                | —                | —                | —                           | —                           | —                           | —                  | —                  | —                  | 1     | 0     | 0       |
| Joinville           | 2012              | —                   | —                   | —                   | —                | —                | —                | —                           | —                           | —                           | 0                  | 0                  | 0                  | 0     | 0     | 0       |
| Joinville           | Total             | 1                   | 0                   | 0                   | 0                | 0                | 0                | 0                           | 0                           | 0                           | 0                  | 0                  | 0                  | 1     | 0     | 0       |
| Juventus de Jaraguá | 2013              | —                   | —                   | —                   | —                | —                | —                | —                           | —                           | —                           | 7                  | 0                  | 0                  | 7     | 0     | 0       |
| Juventus de Jaraguá | Total             | 0                   | 0                   | 0                   | 0                | 0                | 0                | 0                           | 0                           | 0                           | 7                  | 0                  | 0                  | 7     | 0     | 0       |
| Fortaleza           | 2013              | 19                  | 2                   | 0                   | 3                | 0                | 0                | —                           | —                           | —                           | 4                  | 0                  | 0                  | 26    | 2     | 0       |
| Fortaleza           | Total             | 19                  | 2                   | 0                   | 3                | 0                | 0                | 0                           | 0                           | 0                           | 4                  | 0                  | 0                  | 26    | 2     | 0       |
| Paysandu            | 2014              | 19                  | 1                   | 0                   | 6                | 1                | 0                | —                           | —                           | —                           | 7                  | 1                  | 0                  | 32    | 3     | 0       |
| Paysandu            | Total             | 19                  | 1                   | 0                   | 6                | 1                | 0                | 0                           | 0                           | 0                           | 7                  | 1                  | 0                  | 32    | 3     | 0       |
| Ceará               | 2015              | 22                  | 1                   | 0                   | 6                | 0                | 0                | —                           | —                           | —                           | 26                 | 2                  | 0                  | 54    | 3     | 0       |
| Ceará               | 2016              | 25                  | 0                   | 1                   | 3                | 0                | 0                | —                           | —                           | —                           | 19                 | 0                  | 0                  | 47    | 0     | 1       |
| Ceará               | Total             | 47                  | 1                   | 1                   | 9                | 0                | 0                | 0                           | 0                           | 0                           | 45                 | 2                  | 0                  | 101   | 3     | 1       |
| Nagoya Grampus      | 2017              | 5                   | 0                   | 0                   | —                | —                | —                | —                           | —                           | —                           | —                  | —                  | —                  | 5     | 0     | 0       |
| Nagoya Grampus      | Total             | 5                   | 0                   | 0                   | 0                | 0                | 0                | 0                           | 0                           | 0                           | 0                  | 0                  | 0                  | 5     | 0     | 0       |
| Joinville           | 2017              | 8                   | 0                   | 0                   | —                | —                | —                | —                           | —                           | —                           | —                  | —                  | —                  | 8     | 0     | 0       |
| Joinville           | Total             | 8                   | 0                   | 0                   | 0                | 0                | 0                | 0                           | 0                           | 0                           | 0                  | 0                  | 0                  | 8     | 0     | 0       |
| Paraná              | 2018              | 6                   | 0                   | 0                   | 1                | 0                | 0                | —                           | —                           | —                           | 4                  | 0                  | 0                  | 11    | 0     | 0       |
| Paraná              | Total             | 6                   | 0                   | 0                   | 1                | 0                | 0                | 0                           | 0                           | 0                           | 4                  | 0                  | 0                  | 11    | 0     | 0       |
| Ceará               | 2019              | —                   | —                   | —                   | —                | —                | —                | —                           | —                           | —                           | 7                  | 0                  | 0                  | 7     | 0     | 0       |
| Ceará               | Total             | 0                   | 0                   | 0                   | 0                | 0                | 0                | 0                           | 0                           | 0                           | 7                  | 0                  | 0                  | 7     | 0     | 0       |
| Total na carreira   | Total na carreira | 105                 | 4                   | 1                   | 19               | 1                | 0                | 0                           | 0                           | 0                           | 74                 | 3                  | 0                  | 198   | 8     | 1       |

- a. ^ Jogos da Copa do Brasil
- b. ^ Jogos da Copa Sul-Americana
- c. ^ Jogos do Campeonato Catarinense, Campeonato Cearense, Copa Verde, Copa do Nordeste, Taça Asa Branca e Campeonato Paranaense

## Títulos
Joinville
- Campeonato Brasileiro - Série C: 2011
- Copa Santa Catarina: 2020

Ceará
- Copa do Nordeste: 2015
- Taça Asa Branca: 2016